# Dioscorea caucasica
Dioscorea caucasica är en enhjärtbladig växtart som beskrevs av Vladimir Ippolitovich Lipsky. Dioscorea caucasica ingår i släktet Dioscorea och familjen Dioscoreaceae. Inga underarter finns listade i Catalogue of Life.

## Bildgalleri

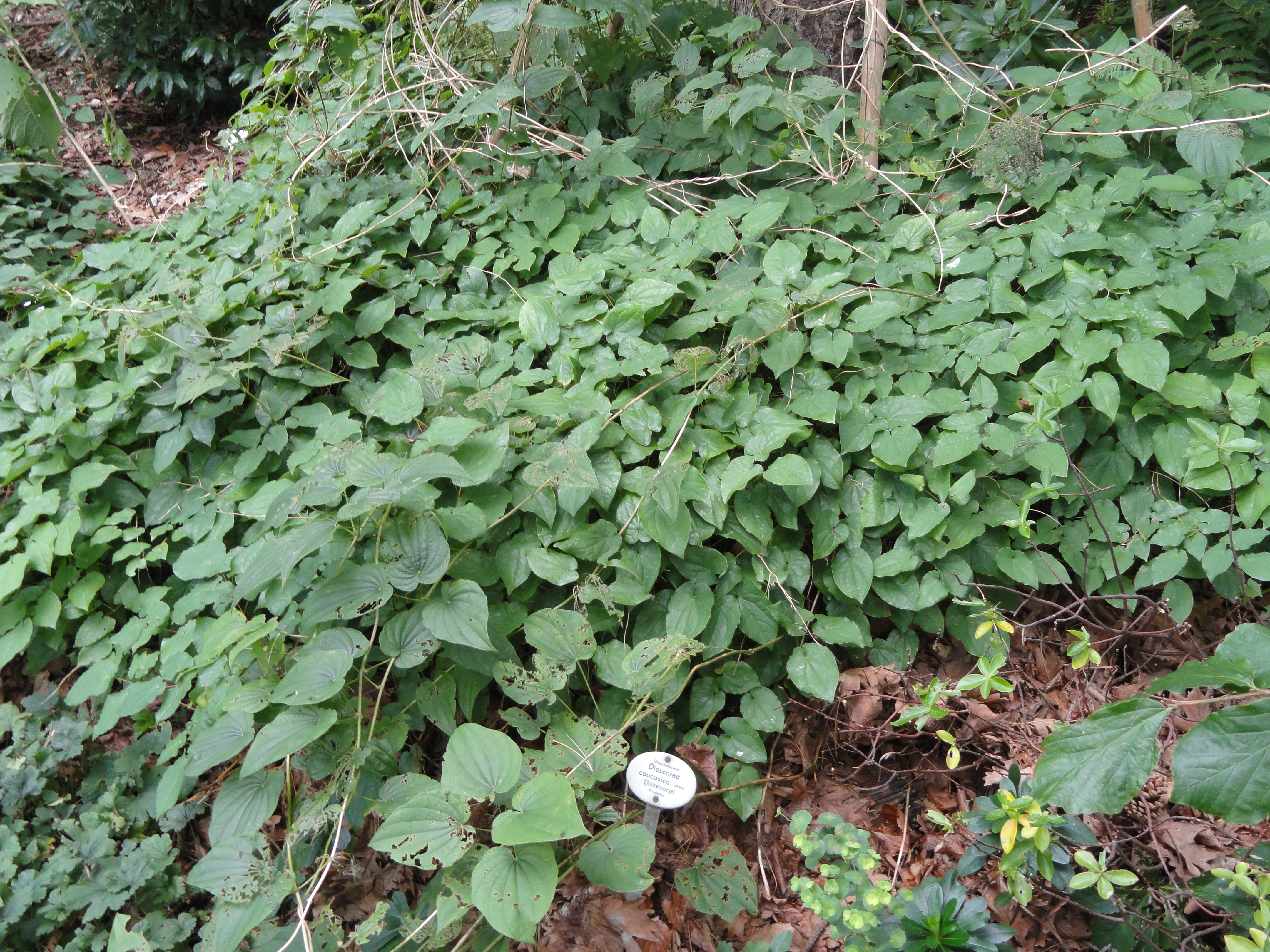